# فایتون ۳۲۰۰
سیارک ۳۲۰۰ (به انگلیسی: 3200 Phaethon، نامگذاری:1983TB) سه هزار و دویستمین سیارک کشف شده‌است که در ۱۱ اکتبر ۱۹۸۳ کشف شد.
قدر مطلق سیارک برابر ۱۴٫۵۱ است.
این سیارک منشا بارش شهابی جوزائی است.